# Dekanat Hrubieszów-Południe
Dekanat Hrubieszów-Południe – jeden z 19 dekanatów w rzymskokatolickiej diecezji zamojsko-lubaczowskiej.

## Parafie
W skład dekanatu wchodzi 11 parafii:
- parafia św. Maksymiliana Kolbego – Cichobórz
- parafia św. Jana Chrzciciela – Czerniczyn
- parafia Miłosierdzia Bożego – Gozdów
- parafia św. Jana Chrzciciela – Hostynne
- parafia Ducha Świętego – Hrubieszów
- parafia św. Mikołaja – Hrubieszów
- parafia św. Stanisława Kostki – Hrubieszów
- parafia Narodzenia NMP – Kryłów
- parafia Zmartwychwstania Pańskiego – Mircze
- parafia św. Apostołów Piotra i Pawła – Terebiń
- parafia św. Michała Archanioła – Werbkowice

## Sąsiednie dekanaty
Grabowiec, Dekanat Hrubieszów-Północ, Łaszczów, Tyszowce